# ベアテ・クラルスフェルト
ベアテ・クラルスフェルト (Beate Klarsfeld; 1939年2月13日 -) は、ベルリン生まれの反ナチ運動家。夫セルジュ・クラルスフェルトと共にナチスによる戦争犯罪を追及し、裁判による正義の実現を求めるナチ・ハンター（戦犯追及者）として活躍。とりわけ、ナチス・ドイツ政権下で外務省宣伝部の官僚であったキリスト教民主同盟（CDU）党首クルト・ゲオルク・キージンガーに平手打ちを食らわせたことがメディアで大々的に取り上げられ、ナチス戦犯追及のきっかけとなったこと、および、ニュルンベルク裁判にかけられることなく戦後もドイツ政府において重要な地位を占めていた元親衛隊隊員、特にフランスのユダヤ人数千人の検挙と強制移送を主導したクルト・リシュカ、ボルドーおよびパリのユダヤ人一斉検挙を主導したヘルベルト・ハーゲン、「リヨンの屠殺人」と呼ばれたクラウス・バルビーらの戦犯を追及したことで知られる。

## 経歴

### 出会い
ベアテ・クラルスフェルト（出生名：ベアテ・アウグステ・キュンツェル）は、1939年、ベルリンの福音ルター派の家庭に生まれ、1960年、21歳でオペアとしてパリに移住。後に、ドイツ社会において女性に期待される役割を表わす3K ― 子供 (Kinder)、台所 (Küche)、教会 (Kirche) ― を逃れるために渡仏したと語っている。同年5月11日、ポルト・ド・サン＝クルー駅で、当時パリ政治学院で国際関係学の学位を取得したばかりのセルジュ・クラルスフェルトに出会い、セルジュの父親がアウシュヴィッツ＝ビルケナウ強制収容所に送られて死去したこと、ニュルンベルク裁判にかけられることなく生き延びている元親衛隊隊員が現在でも政界等で活躍していることなどを知らされ、初めてドイツにおけるナチス戦犯の問題に目覚めることになった。セルジュは、「彼女（ベアテ）は身体にぴったりした青いワンピースを着ていて、そのシルエットに惹かれた。振り返った彼女の顔は輪郭がきれいで、活力にあふれていて、魅力的だった。彼女に出会ったのは1960年5月11日。（第二次世界大戦後、リカルド・クレメントという偽名を使ってアルゼンチンで逃亡生活を送っていた）アドルフ・アイヒマンが（イスラエル諜報特務庁によって）イスラエルに連行された日だった。われわれ二人の運命の現れだったのだろうか」と回想している。二人は1963年11月7日に結婚し、一男一女（1965年生まれのアルノ、1973年生まれのリダ）をもうけた。ベアテは、「パリ16区の区長の前で結婚を誓った。フランス人とドイツ人の最初の結婚だった。（1963年は）独仏融和の年でもあった（注記：仏独協力条約が制定された年であることに言及）。今でも彼（セルジュ）が「模範的な夫婦になろう」と言ったことを思い出す」と回想している。

### キージンガーへの平手打ち
翌1964年12月1日、ベアテは仏独協力条約に基づいて創設された仏独青少年局 (OFAJ) のバイリンガル事務局を担当することになった。1966年にドイツキリスト教民主同盟 (CDU) の党首にナチス・ドイツ政権下で外務省宣伝部の官僚であったクルト・ゲオルク・キージンガーが選ばれ、一部のメディアがキージンガーの過去に触れたが、すでにナチスの戦争犯罪の裁判に対する国民の関心が薄れていたため、抗議の声は上がらなかった。しかし、ベアテは歴史学者としてナチス・ドイツによるユダヤ人強制移送の調査を進めていたセルジュの協力を得て、1967年1月14日にフランスの日刊紙『コンバ（闘争）』に「ドイツの2つの顔」という記事を掲載してこうした状況を告発し、さらに、3月にも同様の記事を書いたため、仏独青少年局に解雇されることになった。にもかかわらず、ベアテはセルジュが収集した情報に基づいて意識啓発のために、そして第二次大戦中にユダヤ人強制移送を主導しながら長く処罰されなかった主要な元親衛隊隊員を裁判にかけるために闘い続けた。1968年4月2日、ベアテはベルリンのCDU党大会でキージンガーの演説を遮り、「キージンガーはナチだ、辞任しろ」と叫び、警備員に連れ出された。さらに1968年11月7日のCDU党大会では『シュテルン』紙の報道カメラマンの取材許可証を借りて会場に入り、キージンガーに平手打ちを食らわせ、禁錮刑1年を言い渡された（控訴審で執行猶予付き4か月に減刑）。この「ベアテの平手打ち」はナチスによる戦争犯罪を追及し、裁判による正義の実現を求める「ナチ・ハンター（戦犯追及者）」としてのクラルスフェルト夫妻の活動の第一歩となった。世界中のメディアがこの事件を大々的に取り上げ、ベアテが反ユダヤ主義との闘いのシンボルとなったからである。ベアテは、「かつてのナチが党首になるなど許し難いことだ。平手打ちを食らわせたのはこのことをはっきり示すためであり、全世界に対してこれは恥ずべきことだ、許されないことだと言うドイツ人がいることを知ってもらうためである」と語っている。さらに、「平手打ち事件」により拘留されたものの、二重国籍（ドイツ、フランス）であるためにいったん釈放されると、「一週間後にブリュッセルへ行き、北大西洋条約機構の会議で演説することになっていたキージンガーに抗議するデモを行った。キージンガーが演説を始めようとすると、彼を非難する声が次々と飛び交い、演説ができなくなった。彼の政治家としてのキャリアが危うくなった。元反ナチス活動で1969年に第4代ドイツ連邦共和国首相に就任したヴィリー・ブラントが恩赦を与えてくれた。平手打ちの写真は、現在、ドイツ歴史博物館に展示されている」と説明している。

### リシュカ、ハーゲンらの裁判
イスラエルに連行されたアイヒマンが、1961年にナチス戦犯責任を問われて裁判にかけられ、死刑判決が下されたことで、60年代から70年代にかけて全世界でナチス戦犯責任の追及に対する関心が高まっていたが、ドイツではこれを取り締まる法律が整備されていなかった。クラルスフェルト夫妻の闘いがようやく実を結んだのが、1979年10月23日から1980年2月11日までケルン地方裁判所で行われた3人の元親衛隊隊員の裁判においてである。フランスのユダヤ人数千人の検挙と強制移送を主導したクルト・リシュカは懲役10年の判決を下された。戦前からアイヒマンの指揮下で反ユダヤ主義のプロパガンダを担当し、フランスのボルドーおよびパリのユダヤ人一斉検挙を主導したヘルベルト・ハーゲンは懲役12年、1942年7月のヴェロドローム・ディヴェール大量検挙事件に関与したエルンスト・ハインリッヒゾーンは懲役6年を言い渡された。

### アッヘンバッハの候補取り下げ

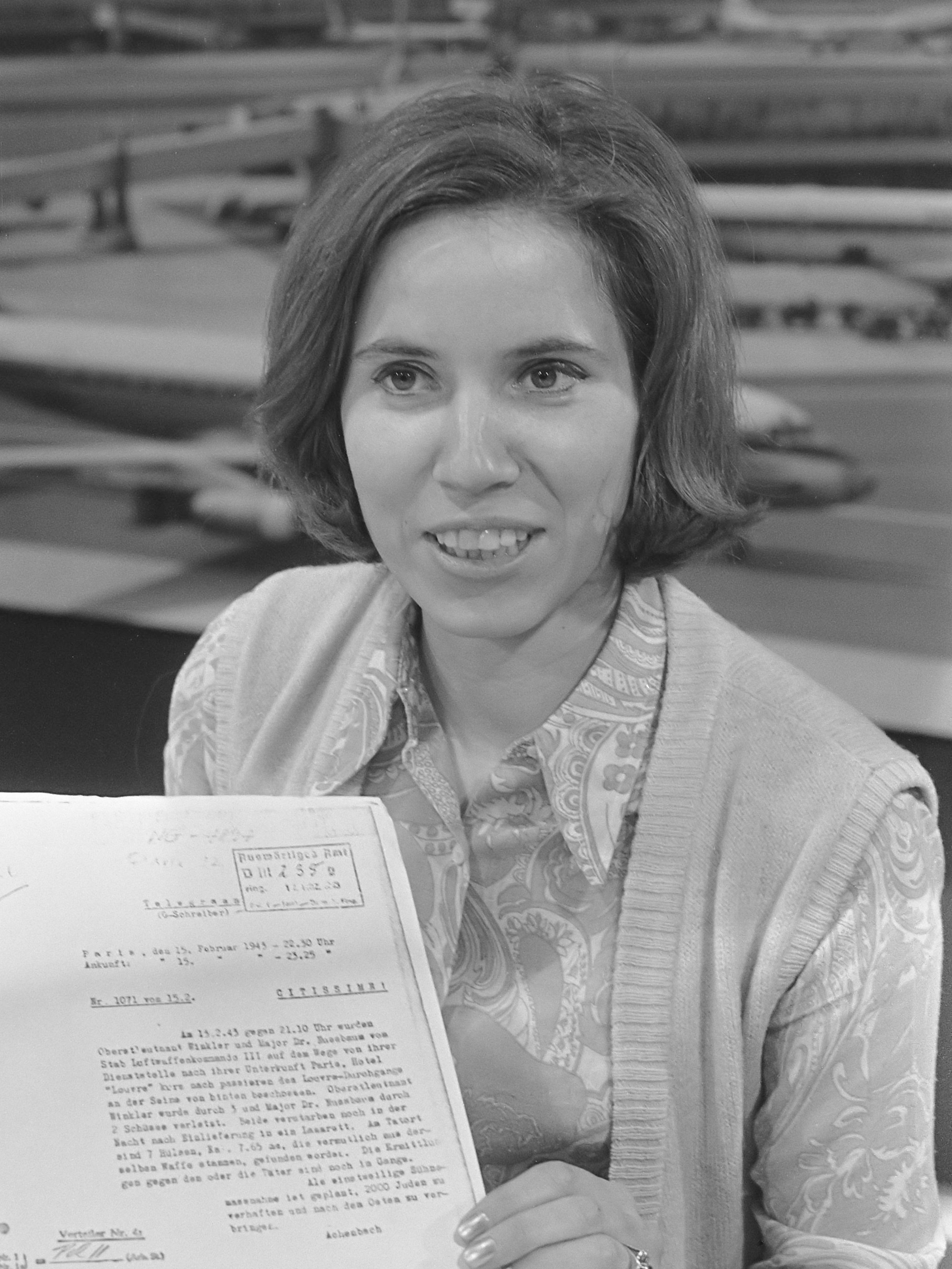
ベアテ・クラルスフェルト 1970年

1970年3月30日、ドイツ自由民主党 (FDP) のエルネスト・アッヘンバッハが自由民主党と社会民主党 (SPD) の合意に基づき、欧州共同体委員会のドイツ代表の候補に挙がった。ところが、アッヘンバッハにはナチスで働いた経歴があった。1940年に駐仏ドイツ大使であったオットー・アベッツの代理を務めていたことから、アドルフ・ヒトラーとピエール・ラヴァルの会談後、ヒトラーとの会談を受け入れるようフィリップ・ペタン元帥を説得するためにラヴァルと共にヴィシーに向かい、10月24日のペタンとヒトラーのモントワール会談にこぎつけたのである。アッヘンバッハはまた、フランスのナチス・プロパガンダ・ラジオを担当していたため、外務省宣伝部の官僚であったキージンガーとも連絡を取っていた。さらに重要な事実は、1943年2月15日にパリでドイツ人将校2人が殺害された事件を受けて、「報復として」1943年3月4日および6日にユダヤ人2千人をアウシュヴィッツに移送する決定に関与したことであった。ベアテはこうした過去を暴露する記事をフランスおよびドイツの新聞に掲載し、両国およびEUの政党の最高決定機関に対しても同様の訴えを起こし、アッヘンバッハの候補取り下げを求めてデモ活動を行った。この結果、1970年5月、ドイツ政府はアッヘンバッハの指名を断念せざるを得なくなった。

### バルビー引き渡し要求
ショア記念館の現代ユダヤ資料センター (CDJC) には、すでに戦時中から収集されていたユダヤ人大量虐殺に関する貴重な証拠が保管されている。クラルスフェルト夫妻の調査は、主にこれらの資料の分析、およびセルジュが作成し、ケルン裁判で最も重要な証拠とされた強制収容所に移送されたユダヤ人7万6千人の名簿『フランスから強制移送されたユダヤ人の記録名簿 (Mémorial de la déportation des Juifs de France)』（1978年初版出版）に基づくものであった。クラルスフェルト夫妻は同じく現代ユダヤ資料センターの資料を調べ、すでに1947年と1954年に欠席裁判で有罪判決を受けた元親衛隊隊員のクラウス・バルビーが「クラウス・アルトマン」という偽名を使ってボリビアにいることを突き止めていた。バルビーには子供が2人いたが、生年月日が「アルトマン」の子供2人と一致したからである。ベアテはさらに1971年7月、同センターでミュンヘン裁判所が、バルビーが「アルトマン」であることを知りながら、彼に対する公開尋問を却下したことを知った。クラルスフェルト夫妻は独仏両国およびEUの司法当局に身柄引き渡し要求を行うよう働きかけたが、これは息の長い闘いとなり、バルビーがフランスに引き渡されたのは、彼が70歳になった1983年のことであり、さらに翌年からリヨンの法廷で始まった裁判で人道に対する罪として終身禁錮刑を宣告されたのは1987年のことであった。

### ベアテ・クラルスフェルト財団

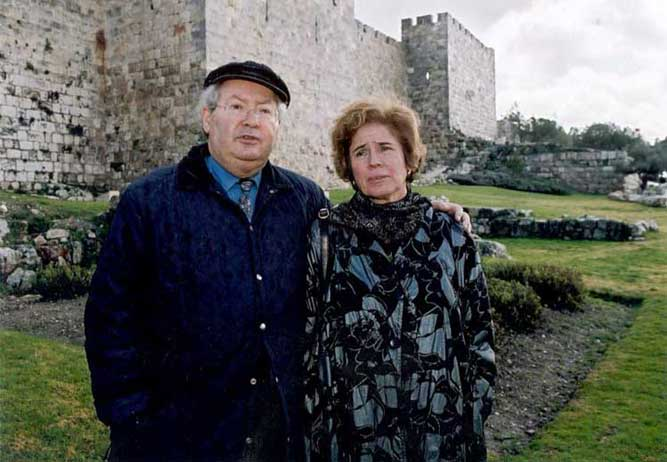
クラルスフェルト夫妻 (エルサレム, 2007年)

1979年、ニューヨーク市マディソン街515番地にベアテ・クラルスフェルト財団が設立された（後にパリ8区にも設立）。これは、ベアテのナチ・ハンターとしての活躍が特に米国のユダヤ人団体、特に名誉毀損防止同盟、ブナイ・ブリスなどから支持を得たからである。

### 2012年ドイツ大統領選
2012年3月18日のドイツ連邦会議で、左翼党の大統領候補となったが、126票でヨアヒム・ガウク（991票）に敗れた。

### イスラエル国籍
2016年、ベアテ・クラルスフェルトは、ユダヤ人のために人生を捧げたナチ・ハンターとしての活動を称えられ、イスラエルから国籍を与えられた。